# Barbacou de Sclater
Nonnula sclateri
Espèce
Statut de conservation UICN

 LC  : Préoccupation mineure
Le Barbacou de Sclater (Nonnula sclateri) est une espèce d'oiseau de la famille des bucconidés (ou Bucconidae).